# Жиры (диетология)
Жиры в диетологии — один из важнейших компонентов пищи наряду с белками и углеводами. Химически представляют собой липиды.
В организме человека основную часть жиров составляют триглицериды. Кроме них жирами называют фосфолипиды, стерины (в том числе холестерин). Жиры играют в организме роль источника энергии и составляют около 80 % её запасов. Помимо этого, в составе липопротеидов, жиры выполняют функцию строительного материала клеток. Общепринято деление пищевых липидов по их агрегатному состоянию при комнатной температуре: твёрдые вещества — собственно, жиры; жидкие вещества — масла.
Жирные кислоты, содержащиеся в жирах, подразделяются на насыщенные и ненасыщенные. Источником насыщенных жирных кислот является пища животного происхождения, ненасыщенных — растительного. Также насыщенные и мононенасыщенные жирные кислоты могут синтезироваться в организме.
Полиненасыщенные жирные кислоты должны составлять обязательную часть питания, поскольку являются материалом для синтеза важных биологически активных веществ. При этом обработка растительных масел, содержащих полиненасыщенные кислоты, может приводить к их трансизомеризации с потерей биологической функции.
Многие исследования показывают, что повышенный уровень жиров в рационе может приводить к инсулинорезистентности. При этом эффект зависит от типа жиров. Насыщенные и некоторые мононенасыщенные жиры оказывают негативное воздействие, в то время как полиненасыщенные и омега-3 жирные кислоты не вызывают каких-либо значимых побочных эффектов. Развитие резистентности к инсулину играет важную роль в развитии диабета.

## Жирность продуктов
| Жирная кислота           | Источник                         |
| ------------------------ | -------------------------------- |
| Насыщенные               | Продукты животного происхождения |
| Мононенасыщенные кислоты |                                  |
| олеиновая (цис-форма)    | растительные масла               |
| олеиновая (трансформа)   | маргарин                         |
| Полиненасыщенные кислоты |                                  |
| линолевая                | овощное масло, орехи, семечки    |
| линоленовая              | льняное масло, соевое масло      |
| эйкозопентаеновая        | рыба, рыбий жир, планктон        |
| дексозогексаеновая       | рыба, рыбий жир, планктон        |

Жирность — это процентное содержание жиров в продукте или тушке по массе.
МолокоЖирность молока определяют жиромером. Она зависит от вида и породы животных, зоны разведения, индивидуальных особенностей, времени года, и неодинакова даже для разных порций одного удоя (последние значительно жирнее первых). Жирность — один из основных показателей качества молока и молочных продуктов. Наследственные особенности, влияющие на жирность молока животных, называются жирномолочность.
СырыЖирность сыра указывается на сухую массу.

## Рекомендации
По рекомендациям FAO и ВОЗ, жиры в рационе должны обеспечивать 15-30 % от общей калорийности (чаще — по крайней мере 20 %, в некоторых случаях до 35 %). По российским рекомендациям, ежесуточная физиологическая потребность человека в жирах составляет — от 70 до 154 г для мужчин и от 60 до 102 г сутки для женщин (в зависимости от уровня физической активности).